# کنیسه جماعتی
کنیسه جماعتی مربوط به دوره قاجار است و در اصفهان، محله جوباره، خیابان کمال، بن‌بست مقبره واقع شده و این اثر در تاریخ ۲۰ اردیبهشت ۱۳۸۶ با شمارهٔ ثبت ۱۹۰۳۸ به‌عنوان یکی از آثار ملی ایران به ثبت رسیده است.